# زالومون ويسدم
زالومون ويسدم (بالفرنسية: Salomon Wisdom)‏ هو لاعب كرة قدم بنيني، ولد في 1 أكتوبر 1988 في كوتونو في بنين. شارك مع منتخب بنين لكرة القدم. أما مع النوادي، فقد لعب مع أشانتي غولد ونادي جيلينا ونادي فالنسيا ونادي مليلية.

## وصلات خارجية
- زالومون ويسدم على موقع قاعدة بيانات كرة القدم.إي يو (الإنجليزية)
- زالومون ويسدم على موقع ناشيونال فوتبول تيمز (الإنجليزية)
- زالومون ويسدم على موقع Soccerway.com (الإنجليزية)